# Distretto di Nawalparasi
Il distretto di Nawalparasi era un distretto del Nepal che ha come capoluogo Parasi. Il 20 settembre del 2015, con l'entrata in vigore della nuova costituzione, è stato abrogato.
Il territorio è stato suddiviso tra i nuovi distretti di Nawalpur e Parasi.
Il distretto faceva parte della zona di Lumbini, nella Regione Occidentale.
Il territorio era suddiviso in 74 Comitati per lo sviluppo dei villaggi (VDC) e una Municipalità (Ramgram).
Geograficamente il distretto appartiene alla zona pianeggiante del Terai. La parte orientale è bagnata dal fiume Narayani che ne delimita il confine con il distretto di Chitwan a nord e con lo Stato indiano dell'Uttar Pradesh a sud.
I principali gruppi etnici presenti nel distretto sono i Magar.